# XXIX legislatura del Regno d'Italia

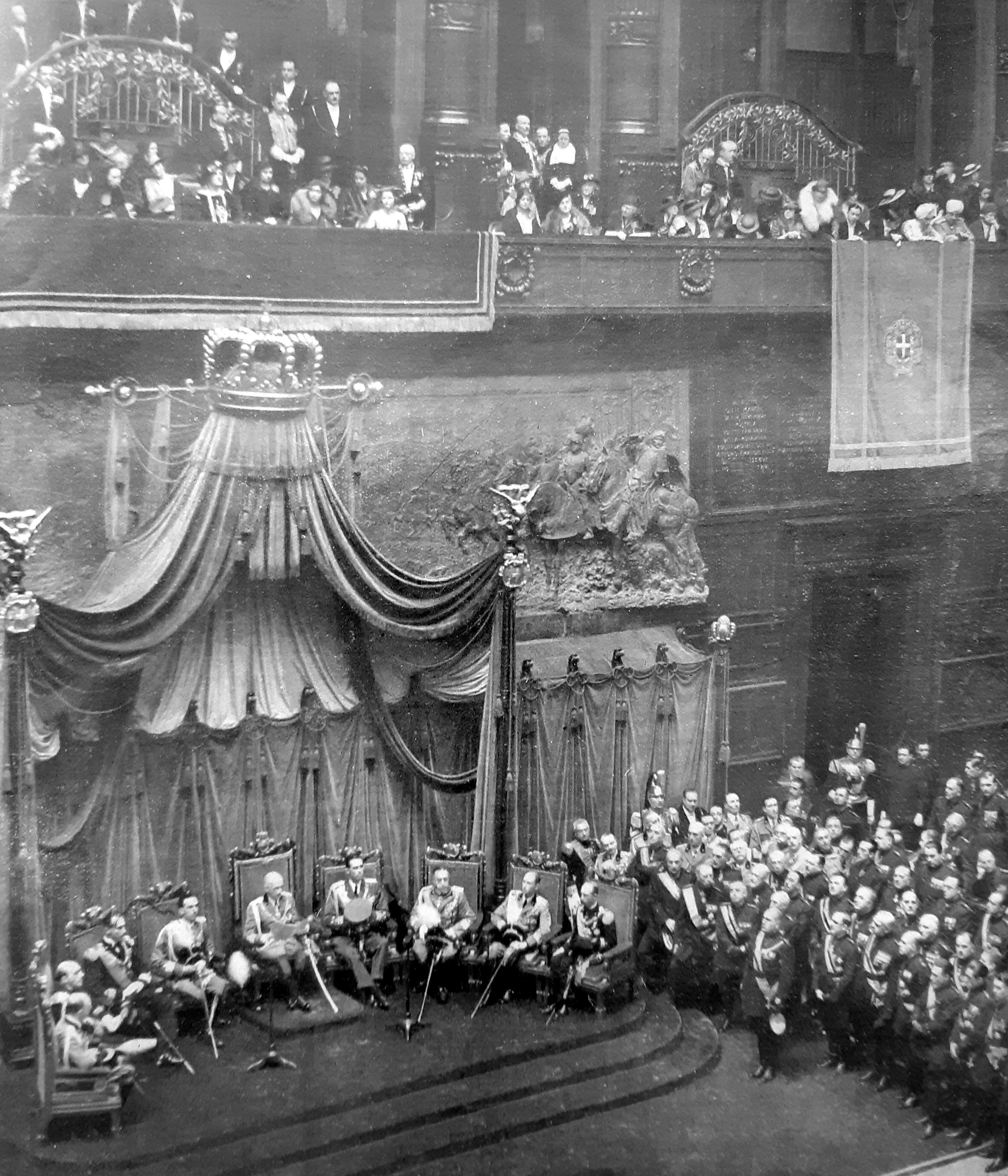
Seduta inaugurale della XXIX legislatura

La XXIX legislatura del Regno d'Italia ebbe inizio il 28 aprile 1934 e si concluse il 2 marzo 1939. Fu l'ultima legislatura del Regno d'Italia a vedere la presenza della Camera dei deputati.

## Elezioni
Il collegio unico nazionale per l'approvazione della lista dei deputati designati dal Gran Consiglio del Fascismo fu convocato per il 25 marzo 1934.

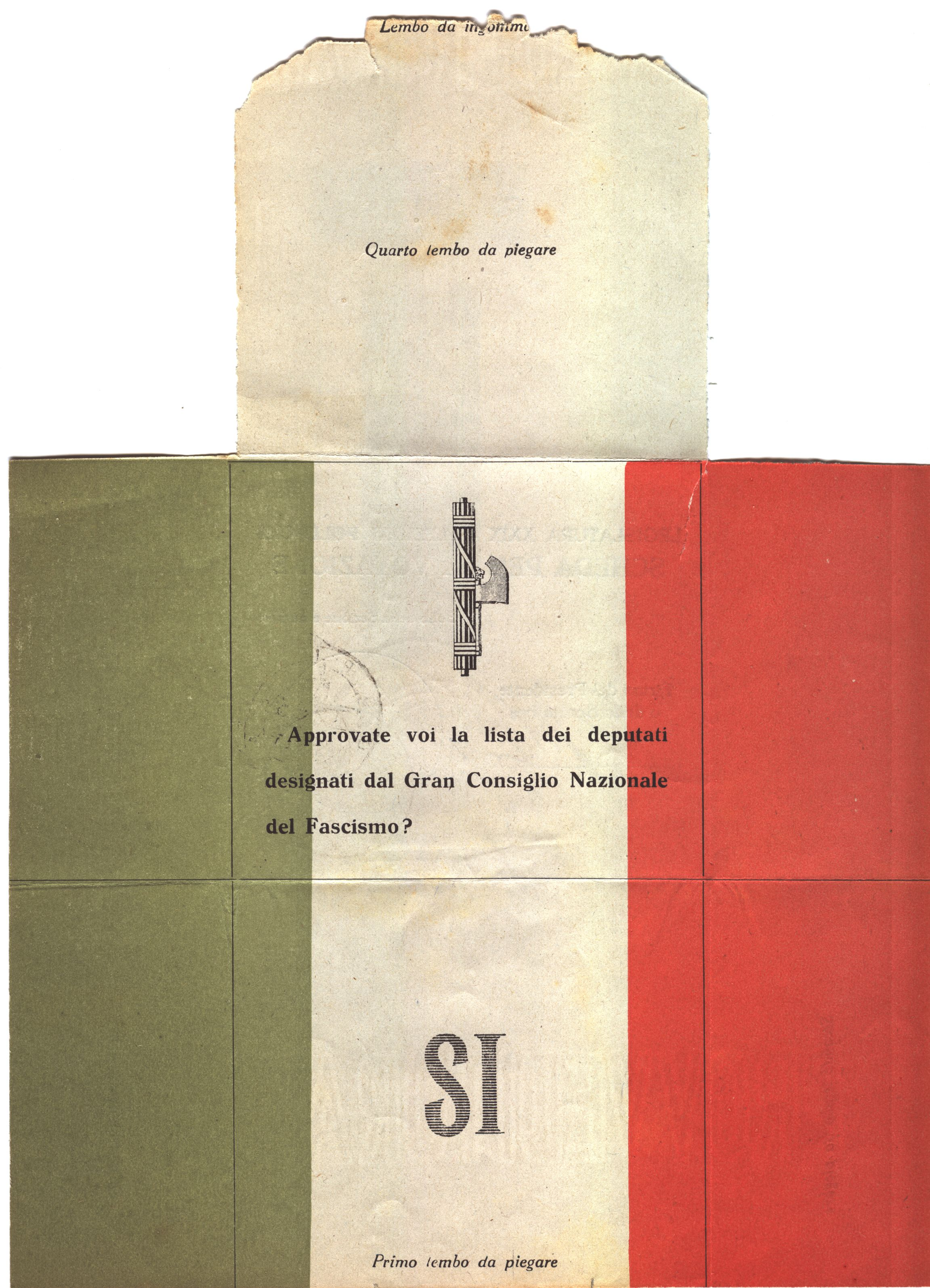
Scheda per la votazione nel 1934

I nomi dei 1000 candidati, numero identico a quello del 1929, furono presentati da diversi Enti al Gran Consiglio del Fascismo che formò l'elenco dei 400 candidati designati. Votarono in 10.060.426 su 10.426.529 aventi diritto.
La legislatura fu dichiarata aperta il 28 aprile 1934 e fu chiusa il 2 marzo 1939.

## Governi
Governi formati dai Presidenti del Consiglio dei ministri su incarico reale.
1. Governo Mussolini (30 ottobre 1922 - 25 luglio 1943), presidente del Consiglio dei ministri Benito Mussolini (PNF)
  - Composizione del governo: PNF

## Parlamento

### Camera dei Deputati
- Presidente
  - Costanzo Ciano
- Vicepresidenti
  - Carlo Buttafochi
  - Raffaele Paolucci
  - Giuseppe Caradonna

Nella legislatura la Camera tenne 147 sedute.

### Senato del Regno
- Presidente
  - Luigi Federzoni
- Vicepresidenti
  - Pietro Lanza di Scalea, morto il 29 maggio 1938
  - Giuseppe De Capitani d'Arzago
  - Giuseppe Francesco Ferrari
  - Giorgio Guglielmi di Vulci
  - Giacomo Suardo, nominato il 28 giugno 1938

Nella legislatura il Senato tenne 137 sedute.